# Tanah Merah (Malezja)
Tanah Merah – miasto w Malezji, w stanie Kelantan. Według danych szacunkowych na rok 2000 liczyło 24 834 mieszkańców.